# Niederländische Männer-Feldhandballnationalmannschaft
Die niederländische Männer-Feldhandballnationalmannschaft vertrat die Niederlande bei Länderspielen und internationalen Turnieren. Die Niederländer spielten das letzte Feldhandballländerspiel der Geschichte gegen die BRD am 14. Juni 1970.

## Olympische Spiele
Die niederländische Handballnationalmannschaft nahmen nicht an der einzigen Austragung, in der Feldhandball gespielt wurde, teil.
| Jahr | Austragungsort          | Teilnahme bis…  | Ergebnis        | Medaille        |
| ---- | ----------------------- | --------------- | --------------- | --------------- |
| 1936 | Berlin, Deutsches Reich | keine Teilnahme | keine Teilnahme | keine Teilnahme |

## Weltmeisterschaften
Die niederländische Feldhandballnationalmannschaft nahmen an sechs der sieben bis 1966 ausgetragenen Feldhandball-Weltmeisterschaften teil.
| Jahr | Gastgeberland   | Teilnahme bis…    | Ergebnis                     | Rang            |
| ---- | --------------- | ----------------- | ---------------------------- | --------------- |
| 1938 | Deutsches Reich | Spiel um Platz 8  | Dänemark 9:3 Niederlande     | 9. Platz        |
| 1948 | Frankreich      | Zwischenrunde     | Niederlande 5:15 Dänemark    | 5.–8. Platz     |
| 1952 | Schweiz         | Spiel um Platz 5  | Dänemark 20:8 Niederlande    | 6. Platz        |
| 1955 | BR Deutschland  | Vorrunde          | Niederlande 0 Punkte         | 9.–17. Platz    |
| 1959 | Österreich      | keine Teilnahme   | keine Teilnahme              | keine Teilnahme |
| 1963 | Schweiz         | Spiel um Platz 5  | Österreich 22:19 Niederlande | 6. Platz        |
| 1966 | Österreich      | Platzierungsrunde | Niederlande 0 Punkte         | 6. Platz        |

## Coupe de la Paix
| Jahr | Austragungsort | Teilnahme bis… | Ergebnis                   | Medaille    |
| ---- | -------------- | -------------- | -------------------------- | ----------- |
| 1946 | Frankreich     | Halbfinale     | Schweiz 14 : 7 Niederlande | 3.–4. Platz |